# Jorge Estrada Solórzano

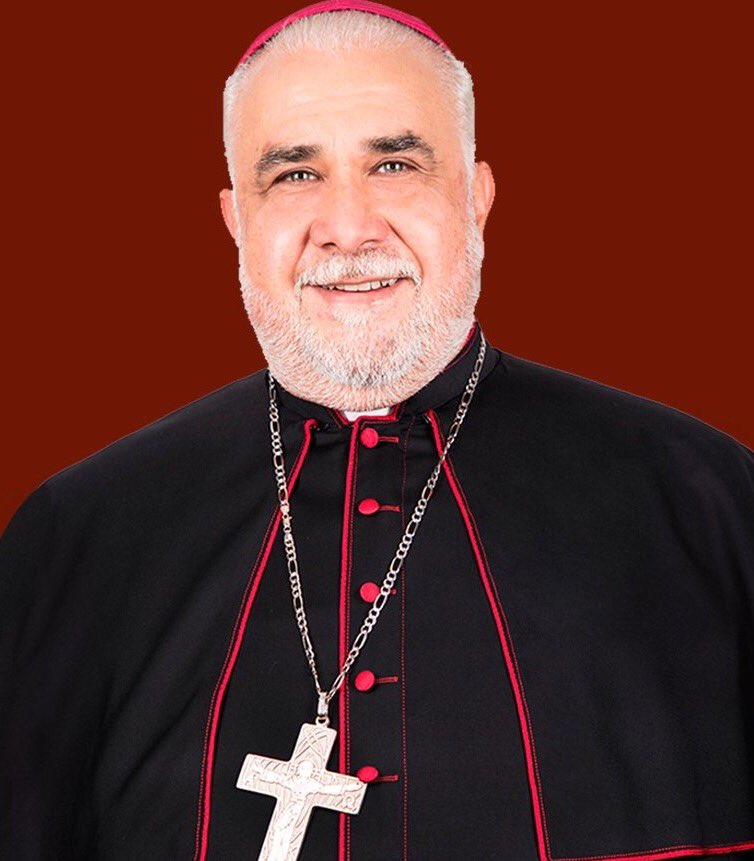
Jorge Estrada Solórzano, 2021

Jorge Estrada Solórzano (* 27. August 1961 in Mexiko-Stadt) ist ein mexikanischer Geistlicher und römisch-katholischer Bischof von Gómez Palacio.

## Leben
Jorge Estrada Solórzano empfing am 2. Juni 1995 die Priesterweihe für das Bistum Zamora.
Papst Franziskus ernannte ihn am 28. Mai 2013 zum Titularbischof von Pinhel und Weihbischof in Mexiko. Der Erzbischof von Mexiko, Norberto Kardinal Rivera Carrera, spendete ihm am 19. Juli desselben Jahres die Bischofsweihe; Mitkonsekratoren waren der Apostolische Nuntius in Mexiko, Erzbischof Christophe Pierre, der emeritierte Weihbischof in Mexiko, Francisco Clavel Gil, der Bischof von Orizaba, Marcelino Hernández Rodríguez, und der Bischof von Zamora, Javier Navarro Rodríguez.
Am 11. Mai 2019 ernannte ihn Papst Franziskus zum Bischof von Gómez Palacio. Die Amtseinführung fand am 3. Juli desselben Jahres statt.